# 特納縣 (喬治亞州)
特納縣（英語：Turner County）是美國喬治亞州南部的一個縣。面積751平方公里。根據美國2000年人口普查，共有人口9,504人。縣治阿什本（Ashburn）。
成立於1905年8月18日。縣名紀念聯邦眾議員、州最高法院法官亨利·格雷·特納。